# Rothus purpurissatus
Rothus purpurissatus är en spindelart som beskrevs av Simon 1898. Rothus purpurissatus ingår i släktet Rothus och familjen vårdnätsspindlar. Inga underarter finns listade i Catalogue of Life.